# Dickelschwaig
Dickelschwaig ist ein Ortsteil der oberbayerischen Gemeinde Ettal im Landkreis Garmisch-Partenkirchen.

## Lage
Die Einöde liegt etwa 5 km westlich von Ettal und etwa 500 m südöstlich von Graswang im Graswangtal südlich der Linder und der Staatsstraße 2060 am nördlichen Fuß des Kieneckspitz auf einer Höhe von 867 m ü. NHN.

## Ortsbild
Dickelschwaig besteht lediglich aus einem im Kern wohl aus dem 17. Jahrhundert stammenden ehemaligen Forsthaus, das mittlerweile als landwirtschaftliches Anwesen dient, und einer 1694 errichteten sechseckigen Kapelle mit Zwiebelhaube. Die Gebäude sind von weiten Wiesen umgeben, die sich den Hang hochziehen. Lediglich in der Nähe der Gebäude stehen vereinzelte Bäume.

## Sehenswürdigkeiten
Siehe auch: Liste der Baudenkmäler in Ettal#Dickelschwaig
- Forsthaus Dickelschwaig
- Gertrudiskapelle (Ettal) oder Dickelschwaig-Kapelle

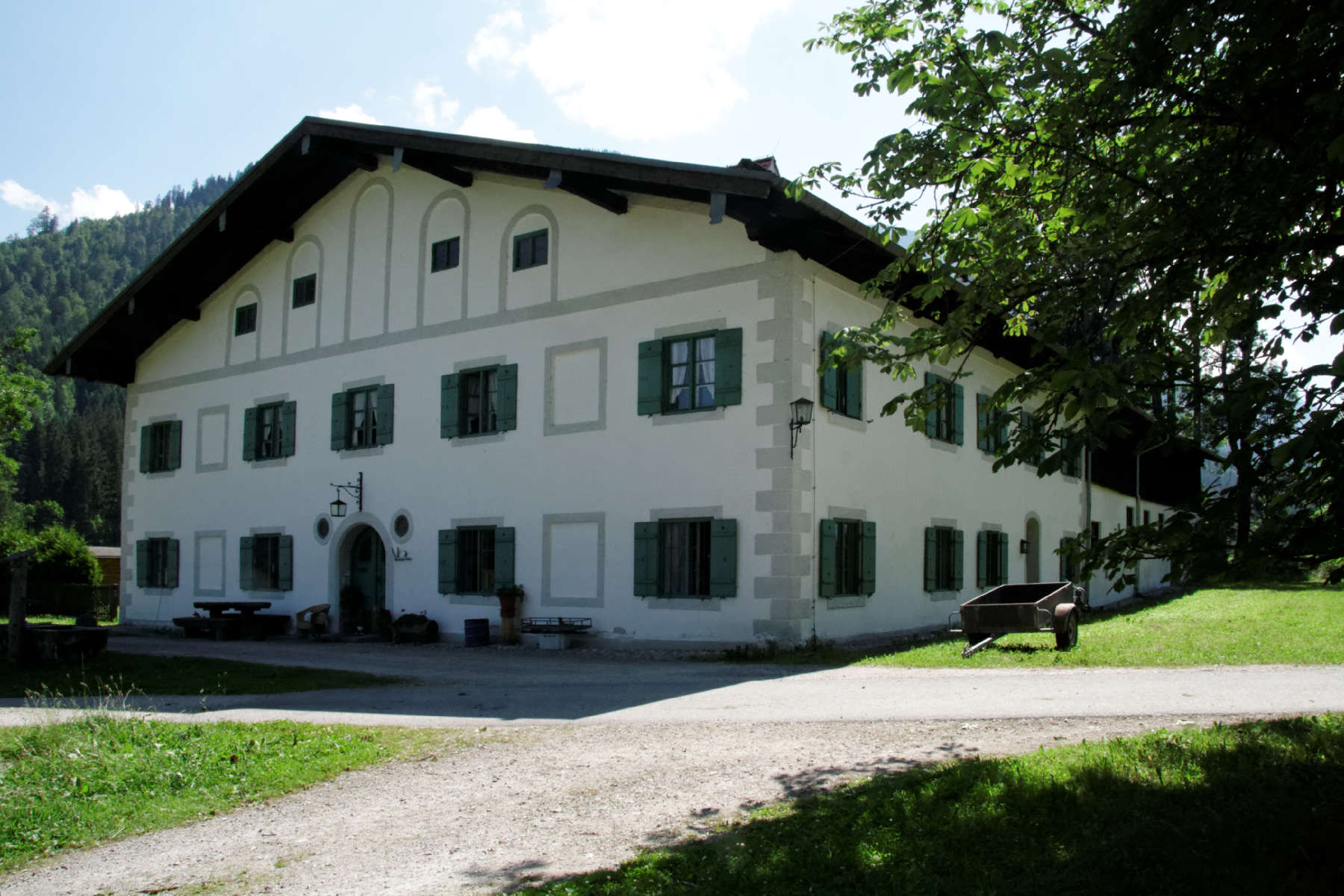
Forsthaus Dickelschwaig
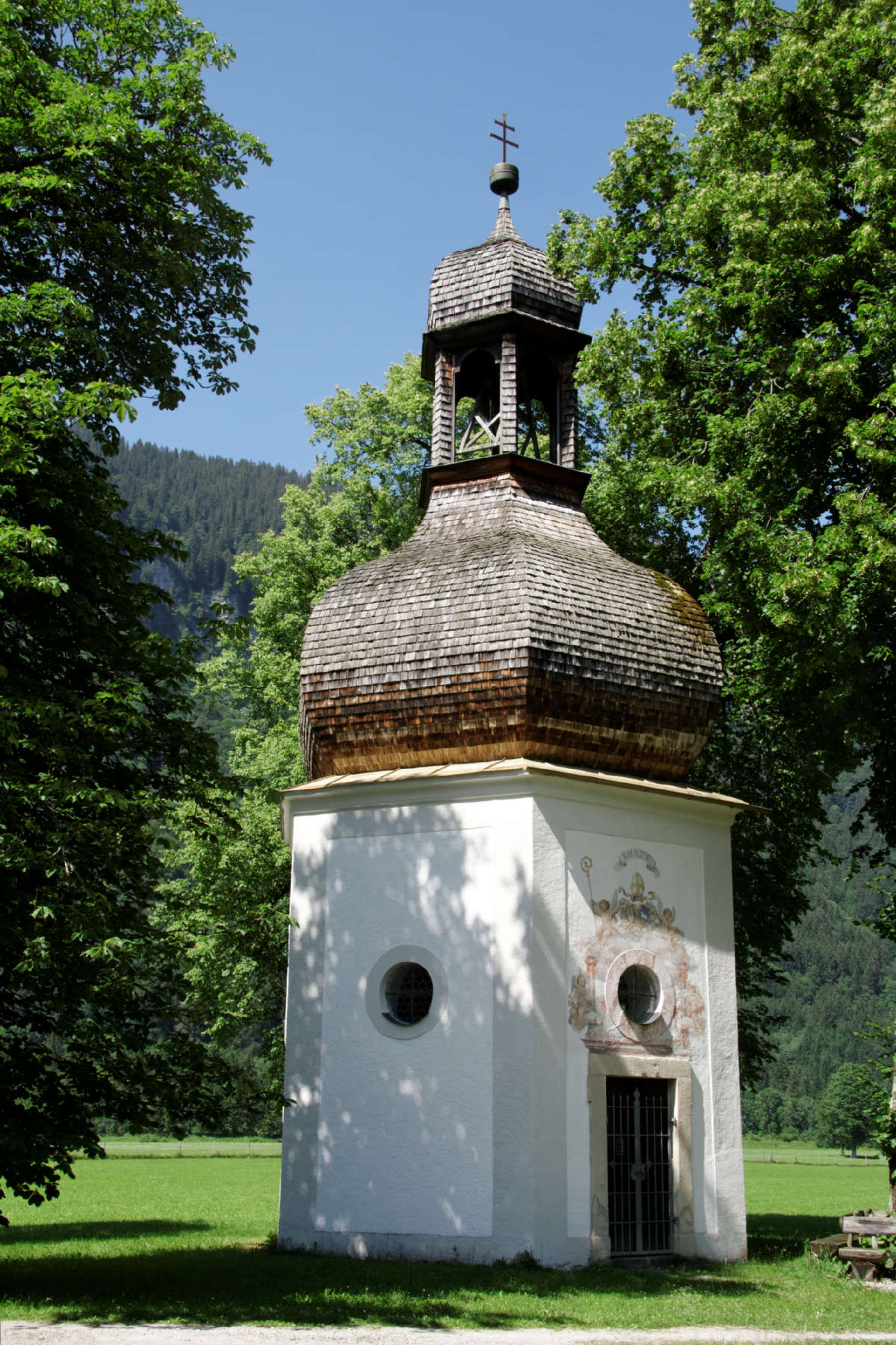
Gertrudiskapelle